# Hydriomena albimontanata
Hydriomena albimontanata är en fjärilsart som beskrevs av Mcdunnough 1940. Hydriomena albimontanata ingår i släktet Hydriomena och familjen mätare. Inga underarter finns listade i Catalogue of Life.